# Message personnel
"Message personnel"是馮絲華·哈蒂1973 年專輯《Message personnel》中的一首歌曲，也作為单曲發行。

## 编写
- 馮絲華·哈蒂：曲名和说詞。
- 米歇爾·貝加（英语：Michel Berger）：唱词和音乐。
- 錄音由米歇爾·貝加（英语：Michel Berger）製作[1]。

## 曲目
7"單曲華納兄弟 16 331 (1973)
1. "Message personnel" (4:15)
2. "Première rencontre" (2:50)

## 榜单
| 榜单（2010）                                       | 峰位 |
| -------------------------------------------------- | ---- |
| 比利时（Ultratop Back Catalogue Singles Wallonia） | 1    |
| 榜单（2013）                                       | 峰位 |
| 法国（法國唱片出版業公會單曲榜）                   | 183  |

## 翻唱
這首歌被米歇爾·貝加本人、法蘭絲·蓋兒、伊莎貝·雨蓓（2002年電影《八美图》）、珍妮弗、威力克·阿爾貝蒂（荷蘭語，曲名為“Als je komt dan zal ik thuis zijn”）、希瑟·諾娃、蘿拉·菲比安、茱莉·皮特里、維羅妮卡·桑森、芭芭拉·卡洛蒂和多米尼克·A翻唱過。
馮絲華·哈蒂還錄製了一個英文版本，曲名也是“Message personnel”。